# Diane Johnson
Diane Johnson, née le 28 avril 1934 à Moline, dans l'Illinois, est une romancière essayiste et critique américaine, spécialiste universitaire du roman gothique.

## Biographie
Diane Johnson est l'auteur d'une dizaine d'ouvrages, dont les romans Mariage à l'américaine et Une Américaine à Paris, et la biographie de Dashiell Hammett. Finaliste par deux fois du prix Pulitzer, elle a également été nommée à trois reprises pour le National Book Award.
Elle a co-scénarisé le film Shining réalisé par Stanley Kubrick en 1980. Avant de porter son choix sur le roman de Stephen King, Kubrick s'était intéressé au roman de Diane Johnson, The Shadow Knows (1975).
Une Américaine à Paris a été adapté au cinéma en 2003 par James Ivory sous le titre Le Divorce avec, dans les rôles principaux, Kate Hudson et Naomi Watts. Ses romans racontent souvent les histoires de jeunes Américaines dans la capitale française. Diane Johnson partage son temps entre San Francisco et Paris.

### Romans
- Loving Hands At Home (1969)
- Burning (1971)
- The True History of the First Mrs. Meredith and Other Lesser Lives (1972)
- The Shadow Knows (1974)
- Lying Low (1978)
- Terrorists and Novelists (1982)
- Nuits persanes (Persian Nights, 1987) / traduit de l'anglais par Renée Tesnière. Paris : Julliard, 1988, 331 p.  (ISBN 2-260-00542-X). Rééd. Rivages, coll. "Rivages-Poche. Bibliothèque étrangère" n° 185, 03/1996, 400 p.  (ISBN 2-7436-0051-9) Un roman sur les Américains privilégiés installés en Iran avant la dernière révolution, à travers le portrait d'une femme que des circonstances exceptionnelles contraignent à se remettre en question.
- Health and Happiness (1990)
- Une Américaine à Paris (Le Divorce, 1997) / traduit de l'anglais par Marie-Claude Peugeot. Paris : Nil, 08/2000, 366 p.  (ISBN 2-84111-143-1). Rééd. J'ai lu n° 6861, 02/2004, 382 p.  (ISBN 2-290-33005-1) ; Paris : Éd. de la Seine, coll. "Je sais & alors !", 2005,  366 p.  (ISBN 2-7382-2047-9) Isabel, jeune Californienne, arrive à Paris chez sa sœur, au moment où le mari de celle-ci, l'artiste-peintre Charles-Henri de Persand, abandonne le domicile conjugal. Une série d'épisodes drôles, rocambolesques et policiers débute lors du règlement du divorce : un tableau attribué à de La Tour devient un enjeu financier entre les deux familles.
- Mariage à l'américaine (Le Mariage, 2000) / traduit de l'anglais par André Dommergues. Ivry-sur-Seine : Ramsay, 10/2003, 352 p.  (ISBN 2-84114-652-9). Rééd. J'ai lu n° 8083, 08/2006, 352 p.  (ISBN 2-290-33485-5) Clara Holly, une ancienne actrice, vit à Etang-la-Reine, dans un château qui aurait appartenu à la comtesse Du Barry. Son couple est au bord de la séparation, elle vit cependant une vie confortable, mais sans gloire et sans passion. Arrêtée pour une affaire de vol de boiserie, elle fait la rencontre en prison d'un chasseur dont elle tombe éperdument amoureuse...
- Une affaire étrangère (L'Affaire, 2003) / traduit de l'anglais par Julie Sibony. Paris : Buchet Chastel, 10/2004, 489 p.  (ISBN 2-283-02045-X) Amy, jeune Américaine qui s'est enrichie dans le secteur de la high-tech en Californie, décide de passer ses vacances d'hiver dans les Alpes françaises. À son arrivée une avalanche perturbe un groupe de skieurs qui résident dans la même auberge qu'elle. Elle tente alors d'aider un des résidents tombé dans le coma en intercédant auprès de sa femme américaine et de sa première femme anglaise.
- Into a Paris Quartier (2005)
- Lulu in Marrakesh (2008)

### Recueil de nouvelles
- Natural Opium (1993)

### Essais
- Edwin Broun Fred (1974)
- Dashiel Hammett : une vie (Dashiell Hammett : A Life, 1983) / traduit de l'anglais par François Lasquin. Paris : Payot, 1989, 514 p.  (ISBN 2-228-88208-9). Rééd. Gallimard, coll. "Folio" n° 2349, 1992, 576 p.  (ISBN 2-07-038470-5) (Éd. augum. d'une préf. inédite de l'auteur) Retrace la vie de l'auteur anticonformiste du Faucon maltais à partir des archives de Lillian Hellman, sa compagne.
- Philip Trager : Changing Paris (2001)
- American Symbolist Art (2004)
- Flyover Lives (2014)

## Filmographie
- 1980 : Shining, film américain réalisé par Stanley Kubrick d'après le roman de Stephen King.
- 2003 : Le Divorce, film américain réalisé par James Ivory d'après le roman de Diane Johnson Une Américaine à Paris.